# Мартін Ансельмі
Мартін Ансельмі (ісп. Martín Anselmi, нар. 11 липня 1985, Росаріо) — аргентинський футбольний тренер. З 2025 року очолює тренерський штаб команди «Порту». Володар Південноамериканського кубка. Переможець Рекопи Південної Америки.

## Кар'єра тренера
Мартін Ансельмі не грав у футбол на професійному рівні, та розпочав тренерську кар'єру 2015 року в штабі молодіжної команди клубу «Екскурсіоністас», де пропрацював з 2015 по 2015 рік. У 2016 році Ансельмі працював у тренерському штабі клубів КАІ та «Індепендьєнте». У 2017—2018 роках тренер працював у штабі клубу «Атланта». У 2018 році аргентинський фахівець увійшов до тренерського штабу чилійського клубу «Універсідад Католіка» (Кіто), а в наступному році перейшов до штабу перуанського клубу «Реал Гарсіласо». З 2019 до 2020 року аргентинець працював асистентом головного тренера еквадорського клубу «Індепендьєнте дель Вальє», а в 2021 році входив до тренерського штабу бразильського клубу «Інтернасьйонал».
У 2022 році Мартін Ансельмі вперше в кар'єрі став головним тренером професійного клубу, очоливши чилійську команду «Уніон Ла-Калера». У цьому ж році аргентинський тренер перейшов на роботу головним тренером уже знайомого йому еквадорського клубу «Індепендьєнте дель Вальє», з яким ще цього року став володарем Південноамериканського кубка, а наступного року став переможцем Рекопи Південної Америки. У кінці 2023 року тренер покинув еквадорський клуб.
На початку 2024 року Ансельмі став головним тренером мексиканської команди «Крус Асуль». З 2025 року аргентинський тренер очолює тренерський штаб португальської команди «Порту».

## Титули і досягнення
- Володар Південноамериканського кубка (1):

«Індепендьєнте дель Вальє»: 2022
- Переможець Рекопи Південної Америки (1):

«Індепендьєнте дель Вальє»: 2023